# Bandsjön
Bandsjön er en 2,1 hektar stor sø nord for Riseberga i Klippans kommun i Skåne, Sverige.
Søen er op til 7,9 meter dyb med en gennemsnitsdybde på 3,2 meter. Søen har afløb til Rönne å.
Bandsjön er en af kommunens badesøer med badebro og grilplads. 
56°4′N 13°18′Ø / 56.067°N 13.300°Ø